# Прапор Тюркської ради
Прапор Тюркської ради — прапор міжнародної організації, що об'єднує тюркомовні держави. Прапор Ради було схвалено 23 серпня 2012 в Бішкеку (Киргизстан) на саміті Тюркської ради за участі президента Киргизстану Алмазбека Атамбаєва, президента Казахстану Нурсултана Назарбаєва, президента Туреччини Абдулли Гюля і прем'єр-міністр Азербайджану Артура Расізаде (президент Ільхам Алієв не зміг приїхати «з об'єктивних причин»).

## Опис
На блакитному полотнищі біле сонце, обтяжене блакитним півмісяцем і восьмикутною зіркою.

## Трактування символіки
Основним кольором прапора є синій, це — колір прапора Казахстану. Посередині стоїть півмісяць — це від прапора Туреччини. Над півмісяцем зірка від прапора Азербайджану. Зовні півмісяця — промені сонця, які зображені на прапорі Киргизстану.